# Stylidium paniculatum
Stylidium paniculatum este o specie de plante dicotiledonate din genul Stylidium, familia Stylidiaceae, ordinul Asterales. A fost descrisă pentru prima dată de Joseph Henry Maiden și Amp; Betche, și a primit numele actual de la Anthony R. Bean. Conform Catalogue of Life specia Stylidium paniculatum nu are subspecii cunoscute.